# Палата представителей (Беларусь)
Палата представителей Национального собрания Республики Беларусь (бел. Палата прадстаўнікоў Нацыянальнага сходу Рэспублікі Беларусь), в ряде оппозиционных СМИ также используется жаргонизм Палатка (бел. Палатка) — нижняя палата белорусского парламента, образованного по результатам всенародного референдума и принятых впоследствии изменений и поправок в Конституцию в ноябре 1996 года.
Состав Палаты представителей — 110 депутатов. Избрание депутатов осуществляется на основе всеобщего, свободного, равного, прямого избирательного права при тайном голосовании. Палата представителей избирается полностью по мажоритарной системе (избранными считаются кандидаты, получившие простое большинство голосов избирателей по избирательному округу, где они баллотируются).
Выборы в Палату представителей Национального собрания имели место 7 раз — в 2000, 2004, 2008, 2012, 2016, 2019 и 2024 годах. Состав Палаты первого созыва не избирался гражданами, а был сформирован из поддерживающих Александра Лукашенко депутатов распущенного Верховного Совета XIII созыва.

## История
Конституционная реформа 1996 года выразилась в установлении полномочий ветвей власти, возложении на Президента больши́х полномочий, в учреждении двухпалатного Парламента (Палаты представителей и Совета Республики), в повышении роли Правительства —Совета Министров в системе ветвей власти.
В результате внесения в Конституцию Республики Беларусь изменений законодательная власть больше не находится в привилегированном положении, а Белоруссия является президентской республикой. Представительный и законодательный орган Республики Беларусь по Конституции в редакции 1996 г. называется Парламентом — Национальным собранием Республики Беларусь. Он состоит из двух палат — Палаты представителей и Совета Республики (статья 90). В Конституции закреплен принцип самоорганизации палат Национального собрания. Каждая палата самостоятельно устанавливает свой порядок работы в принимаемом ею регламенте (статья 105). Палаты Национального собрания заседают раздельно, за исключением установленных случаев проведения совместных заседаний. Общий орган палат отсутствует. Единственным временным совместным органом двух палат может быть согласительная комиссия, формируемая ими на паритетной основе для преодоления разногласий между палатами по законопроекту, отклоненному Советом Республики (часть четвёртая статьи 100).
Национальным собранием Республики Беларусь создана новая система законодательства, отвечающая современным потребностям государства. Национальным собранием Республики Беларусь более 2200 законов, в том числе 33 кодекса, однако значимая из них часть была внесена на рассмотрения органами исполнительной власти.

## Порядок формирования
Выборы нового состава Палаты назначаются не позднее трёх месяцев до единого дня голосования. Внеочередные выборы Палаты проводятся в течение трёх месяцев со дня досрочного прекращения её полномочий.

### Нынешний состав
Партийное представительство (по итогам парламентских выборов 25 февраля 2024 года)
| Партия                                        | Количество мандатов | %    |
| --------------------------------------------- | ------------------- | ---- |
| Белорусская партия «Белая Русь»               | 51                  | 46,4 |
| Беспартийные                                  | 40                  | 36,3 |
| Республиканская партия труда и справедливости | 8                   | 7,3  |
| Коммунистическая партия Беларуси              | 7                   | 6,4  |
| Либерально-демократическая партия             | 4                   | 3,6  |

Таким образом, своих депутатов в палате имеют все 4 зарегистрированных политических партий Беларуси.

### Критерии для выдвижения кандидатур
Депутатом Палаты представителей может быть гражданин Республики Беларусь, достигший 21 года.
Депутаты Палаты представителей осуществляют свои полномочия в Парламенте на профессиональной основе.
Одно и то же лицо не может одновременно являться членом двух палат Парламента. Депутат Палаты представителей не может быть членом Правительства, депутатом местного Совета депутатов. Не допускается совмещение обязанностей депутата Палаты представителей с одновременным занятием должности Президента либо судьи.

## Полномочия
Палата представителей в соответствии со статьёй 97 Конституции Республики Беларусь:
1) рассматривает по предложению Президента, Всебелорусского народного собрания, не менее одной трети от полного состава каждой из палат Парламента либо по инициативе не менее 150 тысяч граждан Республики Беларусь, обладающих избирательным правом, проекты законов о внесении изменений и дополнений в Конституцию;
2) рассматривает проекты законов о ратификации и денонсации международных договоров; об основном содержании и принципах осуществления прав, свобод и обязанностей граждан; о гражданстве, статусе иностранцев и лиц без гражданства; о правах национальных меньшинств; об установлении республиканских налогов и сборов; о принципах осуществления отношений собственности; об основах социальной защиты; о принципах регулирования труда и занятости; о браке, семье, детстве, материнстве, отцовстве, воспитании, образовании, культуре и здравоохранении; об охране окружающей среды и рациональном использовании природных ресурсов; об определении порядка решения вопросов административно-территориального устройства государства; о местном самоуправлении; о судоустройстве, судопроизводстве и статусе судей; об уголовной ответственности; об амнистии; об объявлении войны и о заключении мира; о правовых режимах чрезвычайного и военного положений; об установлении государственных наград; о толковании законов; проекты иных законов;
3) рассматривает проекты законов о республиканском бюджете и об утверждении отчета о его исполнении. Проекты законов о республиканском бюджете и об утверждении отчета о его исполнении вносятся в Палату представителей Правительством по согласованию с Президентом;
4) назначает выборы Президента;
5) даёт предварительное согласие Президенту на назначение на должность Премьер-министра;
6) заслушивает доклад Премьер-министра о программе деятельности Правительства и одобряет или отклоняет программу; повторное отклонение палатой программы означает выражение вотума недоверия Правительству;
7) ежегодно заслушивает информацию Генерального прокурора, Председателя Комитета государственного контроля и Председателя Правления Национального банка о результатах их деятельности;
8) рассматривает по инициативе Премьер-министра вопрос о доверии Правительству;
9) по инициативе не менее одной трети от полного состава Палаты представителей выражает вотум недоверия Правительству; вопрос об ответственности Правительства не может быть поставлен в течение года после одобрения программы его деятельности;
10) принимает отставку Президента;
11) отменяет распоряжения Председателя Палаты представителей.
Палата представителей может принимать решения по другим вопросам, если это предусмотрено Конституцией.

## Роспуск Палаты представителей
Срок полномочий — 5 лет, если иное не предусмотрено Конституцией. Полномочия могут быть продлены на основании закона только в случае войны.
В случаях и в порядке, предусмотренных Конституцией, полномочия Палаты представителей могут быть прекращены досрочно.
Полномочия Палаты представителей могут быть досрочно прекращены при отказе в доверии Правительству, выражении вотума недоверия Правительству либо двукратном отказе в даче предварительного согласия на назначение Премьер-министра. Полномочия Палаты представителей могут быть также досрочно прекращены на основании заключения Конституционного Суда в случае систематического или грубого нарушения палатами Парламента Конституции.
Палата не может быть распущена в период чрезвычайного или военного положения, в последние шесть месяцев полномочий Президента, в период решения вопроса о досрочном освобождении или смещении Президента с должности или в период решения Всебелорусским народным собранием вопроса о смещении Президента с должности. Не допускается роспуск палаты в течение года со дня его первого заседания и в последний год его полномочий.

## Структура

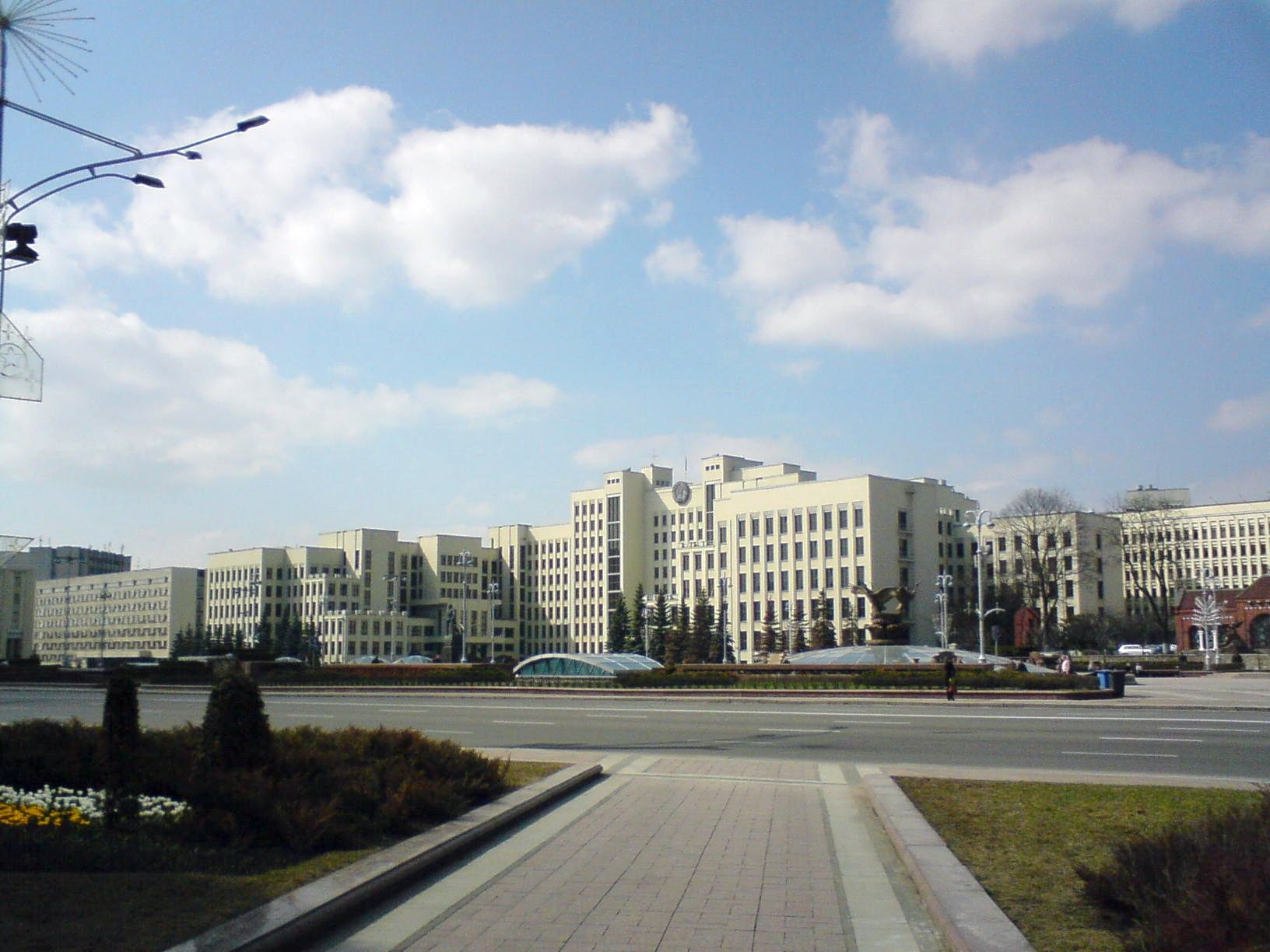
Дом правительства в Минске — место заседаний Палаты представителей

### Совет Палаты представителей
Совет Палаты представителей является постоянно действующим коллегиальным органом, подотчетным Палате представителей. В состав Совета Палаты представителей входят Председатель Палаты представителей, его заместитель, председатели постоянных комиссий. Решение о формировании Совета Палаты представителей оформляется постановлением Палаты представителей. Совет Палаты представителей возглавляет Председатель Палаты представителей.
Совет Палаты представителей организует работу по подготовке сессий Палаты представителей, принимает решения о внесении на рассмотрение Палаты представителей проекта повестки дня сессии Палаты представителей, проектов постановлений о её изменении и (или) дополнении, принимает меры по обеспечению присутствия депутатов Палаты представителей на заседаниях Палаты представителей, решает вопросы, связанные с созывом и проведением сессий Палаты представителей и осуществляет другие полномочия, предусмотренные Регламентом Палаты представителей и иными актами законодательства Республики Беларусь.

### Постоянные комиссии
В нынешнем, седьмом созыве Палаты представителей, избранном на выборах 2019 года насчитывается 14 постоянных комиссий:
- Комиссия по законодательству;
- Комиссия по государственному строительству, местному самоуправлению и регламенту;
- Комиссия по национальной безопасности;
- Комиссия по экономической политике;
- Комиссия по бюджету и финансам;
- Комиссия по аграрной политике;
- Комиссия по вопросам экологии, природопользования и чернобыльской катастрофы;
- Комиссия по правам человека, национальным отношениям и средствам массовой информации;
- Комиссия по образованию, культуре и науке;
- Комиссия по труду и социальным вопросам;
- Комиссия по здравоохранению, физической культуре, семейной и молодёжной политике;
- Комиссия по промышленности, топливно-энергетическому комплексу, транспорту и связи;
- Комиссия по жилищной политике и строительству;
- Комиссия по международным делам.

### Секретариат Палаты представителей
Секретариат Палаты представителей Национального собрания Республики Беларусь является постоянно действующим рабочим органом Палаты представителей, осуществляющим организационное, правовое, информационно-аналитическое, документационное и иное обеспечение деятельности Палаты представителей, её органов и депутатов Палаты представителей. Деятельность Секретариата Палаты представителей направляет и контролирует Председатель Палаты представителей, координирует – заместитель Председателя Палаты представителей.
По истечении срока полномочий Палаты представителей или их досрочном прекращении Секретариат Палаты представителей продолжает свою деятельность.

## Законодательный процесс

### Сессии
Первая после выборов сессия созывается Центральной комиссией по выборам и проведению республиканских референдумов и начинает свою работу не позднее чем через 30 дней после выборов. Отсчёт тридцатидневного срока для созыва и начала работы первой сессии Палаты представителей осуществляется со дня выборов.
Палата собирается на сессию, которая открывается в третий понедельник сентября и закрывается в последний рабочий день июня следующего года.
Палата представителей в случае особой необходимости созывается на внеочередную сессию по инициативе Президента или большинства депутатов Палаты от полного состава каждой из палат по повестке дня и в срок, определённый инициатором.

### Неприкосновенность депутатов
Депутаты Палаты представителей пользуются неприкосновенностью при выражении своих мнений и осуществлении своих полномочий. Это не относится к обвинению их в клевете и оскорблении.
В течение срока своих полномочий депутаты Палаты представителей могут быть арестованы, иным образом лишены личной свободы лишь с предварительного согласия соответствующей палаты, за исключением совершения государственной измены или иного тяжкого преступления, а также задержания на месте совершения преступления.
Уголовное дело в отношении депутата Палаты представителей рассматривается Верховным Судом.

### Заседания
Заседания палаты являются открытыми. Палата, если этого требуют интересы государства, может принять решение о проведении закрытого заседания большинством голосов от её полного состава. Во время заседаний, в том числе и закрытых, Президент, его представители, Премьер-министр и члены Правительства могут выступать вне очереди записавшихся для выступления столько раз, сколько они этого потребуют.
Одно заседание в месяц резервируется для вопросов депутатов Палаты представителей и ответов Правительства.
Депутат Палаты представителей вправе обратиться с запросом к Премьер-министру, членам Правительства, руководителям государственных органов, образуемых или избираемых Парламентом. Запрос должен быть включен в повестку дня палаты. Ответ на запрос надлежит дать в течение двадцати сессионных дней.
Заседание палаты считается правомочным при условии, что на нём присутствует не менее двух третей депутатов от полного состава палаты.

### Голосования
Голосование в Палате представителей открытое и осуществляется лично депутатом путём подачи голоса «за» или «против». Тайное голосование проводится только при решении кадровых вопросов.

### Решения
Решения Палаты представителей принимаются в форме законов и постановлений. Постановления Палаты представителей принимаются по вопросам распорядительного и контрольного характера. Решения считаются принятыми при условии, что за них проголосовало большинство от полного состава, если иное не предусмотрено Конституцией.
Законы об основных направлениях внутренней и внешней политики Республики Беларусь, о военной доктрине Республики Беларусь являются программными и считаются принятыми при условии, если за них проголосовало не менее двух третей от полного состава.

## Отзыв депутатов избирателями
В Белоруссии законодательно зафиксировано право избирателей отзывать избранного по их округу депутата. Депутата могут отозвать, если он не оправдал доверие избирателей (нарушил Конституцию Республики Беларусь, национальные законы, совершил действия, дискредитирующие его). По состоянию на 2020 год порядок отзыва включал следующие этапы:
- Сбор подписей 150 избирателей под заявлением к председателю местного Совета депутатов, в котором содержится требование о проведении собрания избирателей. В течение 10 дней со дня регистрации этого заявления местный совет принимает решение о месте и времени такого собрания. Отказ местного совета в проведении собрания может быть признан незаконным решением суда;
- Собрание избирателей. За 10 дней до проведения собрания о нём уведомляется депутат, а также Палата представителей. На собрании должно присутствовать не менее 300 избирателей, не менее половины которых должны проголосовать за отзыв депутата. В этом случае Центральная избирательная комиссия Республики Беларусь регистрирует инициативную группу по отзыву депутата (в течение 15 дней с момента получения протокола собрания);
- Сбор подписей инициативной группой. В течение 45 дней инициативная группа должна собрать не менее 20 % подписей списочного состава избирателей округа. После сбора подписей Центральная избирательная комиссия проверяет их в течение 15 дней, после чего принимает решение о назначении голосования об отзыве депутата Палаты представителей. Это голосование должно быть проведено не ранее одного месяца и не позднее двух месяцев после принятия решения об его проведении;
- Голосование в округе. Если по итогам голосования более половины проголосовавших высказались за отзыв (и в голосовании участвовало более половины избирателей), то депутата отзывают, а в округе проводят досрочные выборы нового депутата.

## Руководство

### I созыв (28 ноября 1996 — 21 ноября 2000)
Председатель: Малофеев, Анатолий Александрович
Заместитель Председателя: Коноплев, Владимир Николаевич
Председатели постоянных комиссий:
- Постоянная комиссия по законодательству — Малумов, Юрий Георгиевич (17 декабря 1996 — 1 января 1998), Глуховский, Леонид Викторович (1 января 1998 — 18 мая 1999), Бобков, Анатолий Константинович (с 26 мая 1999);
- Постоянная комиссия по национальной безопасности — Егоров, Владимир Демьянович (17 декабря 1996);
- Постоянная комиссия по вопросам экономики — Лившиц, Семен Борисович (с 17 декабря 1996);
- Постоянная комиссия по государственному строительству, местному самоуправлению и регламенту — Красуцкий, Анатолий Викторович (с 17 декабря 1996);
- Постоянная комиссия по проблемам чернобыльской катастрофы, экологии и природопользованию — Крючков, Валентин Петрович (с 17 декабря 1996);
- Постоянная комиссия по бюджету и финансам — Зинченко, Александр Николаевич (с 17 декабря 1996);
- Постоянная комиссия по аграрным вопросам — Куцко, Николай Васильевич (с 17 декабря 1996);
- Постоянная комиссия по образованию, культуре, науке и научно-техническому прогрессу — Плетюхов, Владимир Анестиевич (17 декабря 1996 — 18 мая 1999), Шевцов, Николай Михайлович (с 26 мая 1999);
- Постоянная комиссия по труду, социальным вопросам, охране здоровья, физической культуре и спорту — Говорушкин, Станислав Николаевич (17 декабря 1996 — 18 мая 1999), Побяржин, Збышек Иванович (с 26 мая 1999);
- Постоянная комиссия по правам человека и национальным отношениям — Кулаковский, Юрий Александрович (с 17 декабря 1996);
- Постоянная комиссия по международным делам и связям с СНГ — Рачков, Леонид Власович (17 декабря 1996 — 13 мая 1998), Козырь, Александр Викторович (с 3 июня 1998).

### II созыв (21 ноября 2000 — 16 ноября 2004)
Председатель: Попов, Вадим Александрович
Заместитель Председателя: Коноплев, Владимир Николаевич
Председатели постоянных комиссий:
- Постоянная комиссия по национальной безопасности — Биккинин, Борис Степанович (с 24 ноября 2000);
- Постоянная комиссия по образованию, культуре, науке и научно-техническому прогрессу — Котляров, Игорь Васильевич (с 24 ноября 2000);
- Постоянная комиссия по правам человека, национальным отношениям и средствам массовой информации — Липкин, Валерий Федорович (с 24 ноября 2000);
- Постоянная комиссия по международным делам и связям с СНГ — Малофеев, Анатолий Александрович (с 24 ноября 2000);
- Постоянная комиссия по проблемам чернобыльской катастрофы, экологии и природопользованию — Крючков, Валентин Петрович (24 ноября 2000 — 15 августа 2001), Кулик, Виталий Васильевич (с 24 октября 2001);
- Постоянная комиссия по денежно-кредитной политике и банковской деятельности — Ваганов, Алексей Васильевич (с 24 ноября 2000);
- Постоянная комиссия по труду, социальной защите, делам ветеранов и инвалидов — Каменецкий, Сергей Владимирович (с 24 ноября 2000);
- Постоянная комиссия по охране здоровья, физической культуре, делам семьи и молодежи — Лекторов, Валерий Николаевич (с 24 ноября 2000);
- Постоянная комиссия по жилищной политике, строительству, торговле и приватизации — Хрол, Василий Петрович (с 24 ноября 2000);
- Постоянная комиссия по промышленности, топливно-энергетическому комплексу, транспорту, связи и предпринимательству — Боровой, Михаил Иванович (24 ноября 2000 г. — 17 октября 2001 г.), Заболотец, Сергей Макарович (с 24 октября 2001);
- Постоянная комиссия по государственному строительству, местному самоуправлению и регламенту — Сосонко, Михаил Павлович (с 24 ноября 2000);
- Постоянная комиссия по аграрным вопросам — Азарченков, Александр Михайлович (с 24 ноября 2000);
- Постоянная комиссия по бюджету, финансам и налоговой политике — Киселев, Сергей Антонович (с 24 ноября 2000);
- Постоянная комиссия по законодательству и судебно-правовым вопросам — Архипов, Александр Михайлович (с 28 ноября 2000).

### III созыв (16 ноября 2004 — 27 октября 2008)
Председатель:
- Коноплев, Владимир Николаевич (16 ноября 2004 — 2 октября 2007);
- Попов, Вадим Александрович (2 октября 2007 — 27 октября 2008).

Заместитель Председателя: Заболотец, Сергей Макарович
Председатели постоянных комиссий:
- Постоянная комиссия по законодательству и судебно-правовым вопросам — Архипов, Александр Михайлович (с 18 ноября 2004);
- Постоянная комиссия по национальной безопасности — Белошевский, Анатолий Алексеевич (с 18 ноября 2004);
- Постоянная комиссия по государственному строительству, местному самоуправлению и регламенту — Сосонко, Михаил Павлович (18 ноября 2004 — 9 апреля 2008), Аникеева, Людмила Александровна (с 9 апреля 2008);
- Постоянная комиссия по аграрным вопросам — Русый, Михаил Иванович (с 18 ноября 2004);
- Постоянная комиссия по образованию, культуре, науке и научно-техническому прогрессу — Зданович, Владимир Матвеевич (с 18 ноября 2004);
- Постоянная комиссия по правам человека, национальным отношениям и средствам массовой информации — Кулаковский, Юрий Александрович (с 18 ноября 2004);
- Постоянная комиссия по международным делам и связям с СНГ — Попов, Вадим Александрович (18 ноября 2004 — 2 октября 2007), Симирский, Валентин Романович (с 11 октября 2007);
- Постоянная комиссия по проблемам чернобыльской катастрофы, экологии и природопользованию — Кулик, Виталий Васильевич (с 18 ноября 2004);
- Постоянная комиссия по бюджету, финансам и налоговой политике — Киселев, Сергей Антонович (с 18 ноября 2004);
- Постоянная комиссия по денежно-кредитной политике и банковской деятельности — Внучко, Роман Иосифович (с 18 ноября 2004);
- Постоянная комиссия по труду, социальной защите, делам ветеранов и инвалидов — Каменецкий, Сергей Владимирович (с 18 ноября 2004);
- Постоянная комиссия по охране здоровья, физической культуре, делам семьи и молодежи — Величко, Олег Иванович (с 18 ноября 2004);
- Постоянная комиссия по жилищной политике, строительству, торговле и приватизации — Чурсин, Николай Устимович (с 18 ноября 2004);
- Постоянная комиссия по промышленности, топливно-энергетическому комплексу, транспорту, связи и предпринимательству — Павлович, Анатолий Владимирович (с 18 ноября 2004).

### IV созыв (27 октября 2008 — 18 октября 2012)
Председатель: Андрейченко, Владимир Павлович
Заместитель Председателя
- Иванов, Валерий Николаевич (1955) (27 октября 2008 — 4 июня 2010);
- Гуминский, Виктор Александрович (4 июня 2010 — 18 октября 2012).

Председатели постоянных комиссий:
- Постоянная комиссия по законодательству и судебно-правовым вопросам — Самосейко, Николай Леонидович (с 30 октября 2008);
- Постоянная комиссия по национальной безопасности — Гуминский, Виктор Александрович (30 октября 2008 — 4 июня 2010), Мисурагин, Игнатий Артемович (с 14 июня 2010);
- Постоянная комиссия по государственному строительству, местному самоуправлению и регламенту — Байков, Василий Михайлович (с 30 октября 2008);
- Постоянная комиссия по аграрным вопросам — Крыжевич, Сергей Иванович (с 30 октября 2008);
- Постоянная комиссия по образованию, культуре, науке и научно-техническому прогрессу — Зданович, Владимир Матвеевич (с 30 октября 2008);
- Постоянная комиссия по правам человека, национальным отношениям и средствам массовой информации — Юшкевич, Александр Николаевич (с 30 октября 2008);
- Постоянная комиссия по международным делам и связям с СНГ — Маскевич, Сергей Александрович (30 октября 2008 — 27 января 2011), Карпенко, Игорь Васильевич (27 января 2011 — 3 октября 2011), Бусько, Виталий Леонидович (с 3 октября 2011);
- Постоянная комиссия по проблемам чернобыльской катастрофы, экологии и природопользованию — Русый, Михаил Иванович (30 октября 2008 г. — 14 июня 2010 г.), Коноплич, Сергей Михайлович (с 14 июня 2010);
- Постоянная комиссия по бюджету, финансам и налоговой политике — Антоненко, Александр Ильич (с 30 октября 2008);
- Постоянная комиссия по денежно-кредитной политике и банковской деятельности — Артюшенко, Евгений Антонович (с 30 октября 2008);
- Постоянная комиссия по труду, социальной защите, делам ветеранов и инвалидов — Лаврукевич, Анна Николаевна (с 30 октября 2008);
- Постоянная комиссия по охране здоровья, физической культуре, делам семьи и молодежи — Величко, Олег Иванович (с 30 октября 2008);
- Постоянная комиссия по жилищной политике, строительству, торговле и приватизации — Полянская, Галина Владимировна (с 30 октября 2008);
- Постоянная комиссия по промышленности, топливно-энергетическому комплексу, транспорту, связи и предпринимательству — Семашко, Сергей Александрович (с 30 октября 2008).

### V созыв (18 октября 2012 — 10 октября 2016)
Председатель: Андрейченко, Владимир Павлович
Заместитель Председателя: Гуминский, Виктор Александрович

### VI созыв (11 октября 2016 — 6 декабря 2019)
Председатель: Андрейченко, Владимир Павлович
Заместитель Председателя: Пирштук, Болеслав Казимирович
Председатели постоянных комиссий:
- Постоянная комиссия по законодательству — Гуйвик, Наталья Васильевна[14];
- Постоянная комиссия по государственному строительству, местному самоуправлению и регламенту — Цуприк, Леонид Александрович[14];
- Постоянная комиссия по национальной безопасности — Михневич, Валентин Владимирович[14];
- Постоянная комиссия по экономической политике — Щепов, Владислав Александрович[14];
- Постоянная комиссия по бюджету и финансам — Добрынина, Людмила Анатольевна[14];
- Постоянная комиссия по аграрной политике — Адаменко, Евгений Буниславович[14];
- Постоянная комиссия по вопросам экологии, природопользования и чернобыльской катастрофы — Конончук, Татьяна Петровна[14];
- Постоянная комиссия по правам человека, национальным отношениям и средствам массовой информации — Наумович, Андрей Николаевич[14];
- Постоянная комиссия по образованию, культуре и науке — Марзалюк, Игорь Александрович[14];
- Постоянная комиссия по труду и социальным вопросам — Красовская, Тамара Петровна[14];
- Постоянная комиссия по здравоохранению, физической культуре, семейной и молодёжной политике — Макарина-Кибак, Людмила Эдуардовна[14];
- Постоянная комиссия по промышленности, топливно-энергетическому комплексу, транспорту и связи — Рыбак, Андрей Анатольевич[14];
- Постоянная комиссия по жилищной политике и строительству — Дорогокупец, Юрий Иванович[14];
- Постоянная комиссия по международным делам — Воронецкий, Валерий Иосифович[14].

### VII  созыв (6 декабря 2019 — 21 марта 2024)
Председатель: Андрейченко, Владимир Павлович
Заместитель Председателя: Мицкевич, Валерий Вацлавович

### VIII  созыв (с 22 марта 2024)
Председатель: Сергеенко, Игорь Петрович
Заместитель Председателя: Ипатов, Вадим Дмитриевич